# Reproduction
Reproduction és el nom del primer àlbum del grup britànic de synthpop The Human League. Va aparèixer el 1979.
"Reproduction" mostra l'estil característic de la primera època de The Human League, quan el grup estava constituït per Philip Oakey, Ian Craig Marsh, Martyn Ware i Phillip Adrian Wright: a part de la veu d'Oakey, la resta de sons (incloent-hi els de percussió) foren creats mitjançant sintetitzadors; el resultat és un so dur i agressiu que, en algunes cançons com "Empire State Human", es pot considerar ballable.
Les lletres, sovint obscures, fan referència a temes diversos: "Circus of Death" porta referències a Steve McGarrett, personatge una sèrie policíaca televisiva anomenada "Hawaii 5-O"; "The Path of least Resistance" inclou crítiques al consumisme; "Empire State Human" és la peça més coneguda del disc, amb una lletra que crida a l'autosuperació i l'èxit. També s'hi inclou una versió del tema "You've lost that loving Feeling", originari de The Righteous Brothers.
En el moment de la seva aparició, "Reproduction" no va ser un gran èxit; tanmateix, a causa de la fama del disc Dare (aparegut dos anys més tard), "Reproduction" registrà un considerable augment en les seves vendes.
El 1987 Virgin Records reedità el disc afegint-li set temes extra.

## Temes

### CDV 2133
1. Almost medieval - 4:43
2. Circus of Death - 4:00
3. The Path of least Resistance - 3:34
4. Blind Youth - 3:26
5. The Word before Last - 4:05
6. Empire State Human - 3:18
7. Morale... You've lost that loving Feeling (Spector/Mann/Weil)- 9:39
8. Austerity / Girl one (Medley) - 6:45
9. Zero as a Limit - 4:13
10. Introducing - 3:20
11. The Dignity of Labour, Part 1 (Marsh/Ware) - 4:23
12. The Dignity of Labour, Part 2 (Marsh/Ware) - 2:56
13. The Dignity of Labour, Part 3 (Marsh/Ware) - 3:57
14. The Dignity of Labour, Part 4 (Marsh/Ware) - 3:54
15. Flexi disc - 4:11
16. Being boiled (Fast Version) - 3:54
17. Circus of Death (Fast Version) - 4:42

## Dades
- The Human League són Philip Oakey (veu, sintetitzador), Ian Craig Marsh (sintetitzador), Martyn Ware (veu, sintetitzador) i Phillip Adrian Wright (diapositives, projeccions).
- Temes escrits per Marsh/Oakey/Ware excepte on s'especifiqui una altra cosa.
- Produït per The Human League i Colin Thurston (Cracker Music), excepte "Almost medieval" (produït per The Human League) i "Circus of Death" (produït per The Human League i John Leckie).
- Enregistrat als estudis Workshop (Sheffield) excepte "Almost medieval" (enregistrat a The Studio, Sheffield) i "Circus of Death", enregistrat a Devonshire Lane, Sheffield.
- Temes publicats per Virgin Music (Publishers) Ltd. excepte el tema 7 (Screen Gems/EMI).

## Informació addicional
- El tema "Introducing" és la cara B del senzill "Empire State Human".
- Les quatre parts de "The Dignity of Labour" corresponen a un EP instrumental que The Human League enregistraren durant la seva etapa al segell Fast Records.
- Els dos últims temes són les primeres versions de "Being boiled" i "Circus of Death", publicades en format senzill també a Fast Records. "Being boiled" reaparegué en una versió diferent al següent disc de The Human League, Travelogue.